# راه‌آهن تندرو تهران-قم-اصفهان
| شرح |  |  |  |  |                    |                                     |
| \| \| \| \| \| \| تهران \| Metro interchange · Tehran Metro \| \| \| \| \| \| \| \| \| \| \| \| \| \| \| فرودگاه امام خمینی \| \| \| \| \| \| \| \| \| \| \| \| \| \| \| \| قم \| Monorail \| \| \| \| \| \| \| \| \| \| \| \| \| \| \| اصفهان \| Bus interchange · Metro interchange \| \| \| \| \| \| \| \| \| |  |  |  |  |                    |                                     |
| |  |  |  |  | تهران              | Metro interchange · Tehran Metro    |
| |  |  |  |  |                    |                                     |
| |  |  |  |  | فرودگاه امام خمینی |                                     |
| |  |  |  |  |                    |                                     |
| |  |  |  |  | قم                 | Monorail                            |
| |  |  |  |  |                    |                                     |
| |  |  |  |  | اصفهان             | Bus interchange · Metro interchange |
| |  |  |  |  |                    |                                     |

راه‌آهن تندرو تهران-قم-اصفهان نخستین طرح قطار تندرو در ایران است که هم‌اکنون در حال ساخت است. این راه‌آهن زمان سفر بین تهران و اصفهان را کاهش می‌دهد و از شهر قم نیز می‌گذرد. همچنین اصفهان و قم را به فرودگاه بین‌المللی امام خمینی، مهم‌ترین فرودگاه بین‌المللی ایران، متصل می‌کند و ترابری هوایی بین‌المللی را برای مسافران قم و اصفهان آسان‌تر می‌کند. کارهای عمرانی توسط گروه چینی به رهبری شرکت مهندسی راه‌آهن چین انجام می‌شود. بخشی از این مسیر ریلی (مسیر اصفهان-قم) احتمالاً در سال ۱۴۰۴ به بهره‌برداری خواهد رسید.
این راه‌آهن از استان‌های تهران، قم، مرکزی و اصفهان و شهرهای تهران، قم، دلیجان، میمه، مورچه‌خورت و اصفهان می‌گذرد و در محل ایستگاه جدید راه‌آهن قم، با راه‌آهن تندرو اراک-قم تلاقی خواهد داشت.

## ایدهٔ اولیه
این خط نخستین راه‌آهن تندرو پس از انقلاب اسلامی در حدود سال ۱۹۹۰ بود و به دلیل فناوری موجود در آن زمان سرعت مورد نظر ۲۷۰ کیلومتر بر ساعت بود؛ مانند شینکانسن در ژاپن، ت.ژ. و در فرانسه و اینترسیتی-اکسپرس در آلمان.
پس از پذیرش پیشنهادی برای برقی‌کردن راه‌آهن تهران و مشهد و افزایش سرعت قطارهای لوکوموتیو باربر به ۲۰۰ کیلومتر بر ساعت و ۲۵۰ کیلومتر بر ساعت برای قطارهای خودگرانشی برقی، مطالعات برای افزایش سرعت راه‌آهن تهران-اصفهان در سال ۲۰۰۶ آغاز شد.
فناوری و استاندارد موجود در آن زمان برای افزایش سرعت قطار تا ۳۵۰ کیلومتر بر ساعت مناسب بود و این طرح به وزیر راه و ترابری پیشنهاد شد.

## ایستگاه‌ها
- ایستگاه راه‌آهن تهران
- ایستگاه قطار ۲ و ۳ فرودگاه امام خمینی (هنوز ساخته‌نشده)
- ایستگاه جدید قطار قم (هنوز ساخته‌نشده)
- اصفهان - ایستگاه راه‌آهن شمالی (هنوز ساخته‌نشده)